# Federazione pallavolistica del Camerun
La Federazione camerunese di pallavolo (fra. Fédération Camerounaise de Volley-Ball, FCVB) è un'organizzazione fondata per governare la pratica della pallavolo in Camerun.
Organizza il campionato maschile e femminile, e pone sotto la propria egida la nazionale maschile e femminile.
Ha aderito alla FIVB nel 1964.